# Lyonsia floridana
Lyonsia floridana är en musselart som beskrevs av Conrad 1849. Lyonsia floridana ingår i släktet Lyonsia och familjen Lyonsiidae. Inga underarter finns listade i Catalogue of Life.